# Samsung Galaxy S8
El Samsung Galaxy S8 és un telèfon intel·ligent de gamma alta fabricat per Samsung Electronics. El dispositiu mòbil va ser presentat el 29 de març de 2017 i es va posar a la venda per primera vegada el 21 d'abril de 2017.
El Galaxy S8 i S8+ tenen un millor hardware i disseny a diferència dels seus predecessors, això inclou pantalles més grans amb una relació d'aspecte major i pantalla corba en tots dos models S8 i S8+. També té escàner d'iris, reconeixement facial i un assistent virtual anomenat Bixby.

## Història
Abans del llançament, els mitjans de comunicació havien reportat rumors i informació. Al desembre de 2016, SamMobile va dir que el Galaxy S8 no tindria un port per a auriculars 3.5mm, temps després han aparegut rumors indicant el contrari. El gener de 2017, The Guardian va dir que el Galaxy S8 i S8+ tindrien pantalles més grans amb el nom de Infinity Display, tindria els marcs mínims i un escàner d'iris The Guardian també va dir que tindria 64 GB d'emmagatzematge, tindria suport per microSD, usaria USB-C i tindria un assistent virtual anomenat Bixby. Molt ràpid, VentureBeat va publicar fotos de tots dos dispositius, incloent l'eliminació del botó d'inici i dels botons tàctils en marc físic, on el lector d'empremtes digitals ha estat mogut en la part posterior. Evan Blass va publicar els colors del Galaxy S8 i S8+.
El Galaxy S8 i S8+ van ser presentats el 29 de març de 2017, la pre-venda va començar el 30 de març de 2017, tots dos dispositius van estar disponibles a Amèrica del Nord a partir del 21 d'abril de 2017 i al Regne Unit el 28 d'abril de 2017. Els primers dispositius reservats van ser enviats el 20 d'abril de 2017, la disponibilitat general va començar el 28 d'abril de 2017. A l'Índia, els dispositius van estar disponibles a partir del 5 de maig de 2017.

## Especificacions
Hardware
El Galaxy S8 i S8+ tenen una pantalla Super AMOLED amb resolució Quad HD (1440p 2960×1440), amb una relació d'aspecte de 18.5:9 major que 16:9, que és utilitzat en la majoria dels smartphones, el Galaxy S8 té una pantalla de 5.8 polzades mentre que el S8+ té una pantalla de 6.2 polzades. Tots dos dispositius tenen una pantalla amb corbes als costats, els marcs s'han reduït al seu mínim possible i es diu Infinity Display el Galaxy S8 i S8+ tenen un SoC Exynos, en la variant d'Amèrica del Nord s'utilitza Qualcomm Snapdragon 835, tots dos de 10nm. Tots dos tenen 64 GB de memòria interna i es pot expandir amb microSD. El Galaxy S8 és un dels primers smartphones a tenir Bluetooth 5.
A diferència dels models anteriors, el Galaxy S8 no té botó d'inici físic ni botons tàctils en els marcs, en el seu lloc, els botons estan en la pantalla, igual que la majoria dels dispositius Android. No obstant això, el botó d'inici detecta pressió i és visible amb la pantalla apagada, com en l'Always On. El Galaxy S8 té la mateixa càmera que el Galaxy S7, la càmera de 12 MP i dual píxel. La càmera frontal ha millorat a 8 MP amb autofocus. El Galaxy S8 té sensor d'empremtes digitals i d'iris. A causa que el Galaxy S8 no té botó d'inici físic, el sensor va ser mogut al costat de la càmera. El Galaxy S8 té reconeixement facial per desbloquejar el dispositiu, aquesta tecnologia ja va ser implementada en models anteriors com el Galaxy S III i el Galaxy S4, va ser eliminat en el Galaxy S5, però va tornar en el Galaxy S8.
El Galaxy S8 té una bateria de 3000 mAh i el S8+ una bateria de 3500 mAh, a causa de la retirada del Galaxy Note 7, Samsung va dir que milloraria la qualitat, les proves i el control dels seus productes.
Software
El Galaxy S8, venia anteriorment amb Android Nougat (7.0) però al llarg de la primera meitat de 2018, va començar a arribar la versió Android Oreo (8.0). El Samsung S8 ve amb la seva interfície TouchWiz i té un assistent anomenat "Bixby", el qual és el reemplaçament al S Voice però més avançat, amb Bixby (Samsung), es pot controlar el dispositiu amb la veu. La càmera té reconeixement d'objectes. Bixby tindrà suport per a aplicacions de tercers. El Galaxy S8 té Samsung DeX que és el mode computadora per a pantalla externa.

## Sobre el Galaxy S8
Crítiques
Dan Seifert de The Verge va mostrar el disseny del Galaxy S8 i el va descriure com un "dispositiu per mirar-se'l amb deteniment", que va ser "refinat i polit per a una lluentor literal" i que "cap dispositiu fins aleshores que havia fet servir es veia igual". Va descriure que el hardware funciona "pràcticament perfecte", A Seifert també li va agradar el programari, va dir que "Samsung era menys conegut per polir i més per la seva malaptesa. En un canvi, el programari del Galaxy S8 m'atreveixo a dir que està bé". No obstant això, ell ha criticat l'assistent Bixby, va dir que "en el seu estat actual, no pot fer gran cosa" i també ha criticat les aplicacions duplicades. Sobre el rendiment, ell va escriure que el Galaxy S8 va ser "ràpid i respon immediatament, però virtualment és com qualsevol altre smartphone premium que es pugui comprar, i el Galaxy S8 no es nota que sigui més ràpid que el Google Píxel, LG G6 o l'iPhone 7". El periodista de The Verge Vlad Savov va sentir que el lloc del sensor d'empremtes digitals va ser "una decisió confunsa si considerem que la seva intenció va ser col·locar el lector en la pantalla, però no va ser possible realitzar la implementació en l'hora del seu llançament".
Chris Velazco de Engadget va presentar de forma similar el disseny, apuntant des de l'inici que "des de la seva pantalla corba fins a l'ús de metall i el vidre, se sentien com les versions més petites i elegants del Galaxy Note 7", i també va dir que la pantalla era simplement "impressionant". Velazco va definir la interfície "subtil i elaborada en les decisions del disseny". Sobre el rendiment i la càmera, encara que notant que "la càmera de 12 MP no ha canviat molt des de l'any passat. Això no és dolent des que van ser bones càmeres per començar", Velazco va resumir la seva opinió escrivint que els dispositius "no són perfectes, però és el màxim que Samsung va poder acostar-s'hi".
Ron Amadeo d'Ars Technica ha notat que la inusual relació d'aspecte va ser el resultat dels marges negres en veure vídeos 16:9 sense fer zoom o estirar la imatge. Va complementar que creu que el Galaxy S8 seria gairebé perfecte, però va ser criticat per tenir un cristall més fràgil i que "el brillant i relliscós cristall no té un tacte tan bo com el metall, pel seu alt preu, nosaltres preferim que Samsung usi metall en la part posterior". També va criticar les opcions biomètriques per desbloquejar el Galaxy S8, va dir que "Hi ha un escàner d'iris, un lector de petjades i desbloquejament facial. El problema és que cap d'aquests són bons", també va criticar les aplicacions duplicades, va dir que "la majoria d'aquestes no poden ser eliminades i no són molt irresistibles". Ell va criticar Bixby, definint-lo com un "estrany extra" a causa que els smartphones amb Google Assistant ja estan presents.
Abans del llançament oficial del Galaxy S8, els articles apuntaven que Bixby estaria disponible amb set o vuit idiomes en el llançament. Posteriorment van desmentir-ho dient que Bixby només tindria un idioma de suport en anglès en el seu llançament, encara que van confirmar que diversos idiomes estarien disponibles en els "propers mesos" a mitjan abril, The Wall Street Journal va dir que Bixby no tindria suport per a anglès americà.
Alguns dels usuaris avançats de Android van esperar que Samsung incorporés de nou el control remot universal al Galaxy S8, però aquesta funció no va ser-hi incorporada.
Vendes
El Galaxy S8 i Galaxy S8+ va tenir més de 720,000 unitats prereservades en una setmana, mentre que el Galaxy S7 va tenir-ne 100.000 i el Note7 200.000. A mitjan abril del 2017, el nombre havia augmentat a un milió de prereserves. El 24 d'abril del mateix any, Samsung va anunciar que les vendes del Galaxy S8 van ser "les millors vendes". Encara que no va publicar el nombre exacte de vendes, es va anunciar que el Galaxy S8 va tenir un 30% més vendes que el Galaxy S7.

## Problemes
Balanç de blancs
Abans de la seva venda, s'havia detectat un to vermellós en alguns dispositius. Samsung va comentar que el Galaxy S8 té una pantalla que s'adapta i optimitza el rang de color, la saturació i la nitidesa en funció de l'entorn, però també va remarcar que es poden ajustar aquestes opcions de forma manual. El 21 d'abril del 2017 Samsung va confirmar que el to vermell era un problema de programari i que ràpidament hi incorporaria un "pegat" per tal de solucionar el problema. The Inventor i Infobae van dir que Samsung reemplaçaria els dispositius els quals el pegat no havia funcionat.
Reiniciaments aleatoris
A finals d'abril del 2017 es va denunciar que alguns dispositius es reiniciaven per si sols però Samsung no va oferir cap solució per aquest problema.
Càmera principal borrosa
S'ha presentat en múltiples dispositius certa dificultat per enfocar amb la càmera principal, problema que es pot resoldre de forma parcial donant cops lleus a la càmera, requerint el canvi de la mateixa per a una solució definitiva.
Seguretat del reconeixement facial
Posteriorment, després la presentació del dispositiu, van aparèixer vídeos mostrant que el dispositiu podia ser desbloquejant mostrant una foto de l'usuari.
Seguretat de l'escàner d'iris
Al maig de 2017, Chaos Computer Club va mostrar un vídeo on es podia enganyar a l'escàner d'iris utilitzant una fotografia de l'ull i lents de contacte.